# Буранбаево
Буранба́ево (баш. Буранбай) — деревня в Баймакском районе Республики Башкортостан Российской Федерации. Входит в состав Тавлыкаевского сельсовета.

## География

### Географическое положение
Находится на берегу реки Сакмары.
Расстояние до:
- районного центра (Баймак): 23 км,
- центра сельсовета (Верхнетавлыкаево): 10 км,
- ближайшей железнодорожной станции (Сибай): 68 км.

## История
Основана башкирами Бурзянской волости Ногайской дороги на собственных землях. Известна с начала XVIII века под названием Аликашево (названо по имени Аликаша Суюндукова). С середины XVIII века называлась Кинзебулатово по имени волостного старшины Кинзебулата Аликашева. С середины XIX века учитывается как Старокинзебулатово. В 1930-х годах названа по имени Буранбая-сэсэна. В 1795 году в 67 дворах проживало 490 чел., в 1866 году в 67 дворах — 341 человек. Занимались скотоводством, земледелием. Была мечеть.

## Население
| 2002 | 2009 | 2010 |
| ---- | ---- | ---- |
| 424  | ↗447 | ↘417 |

Согласно переписи 2002 года, преобладающая национальность — башкиры (100 %).

## Люди, связанные с деревней
- Аликаш Суюндуков (1679 — 1755) — один из инициаторов и организаторов башкирского восстания 1755—1756 годов.
- Буранбай-сэсэн (1765 (по другим данным, 1771 или 1781) — около 1868) — башкирский народный поэт‑импровизатор, певец, кураист.
- Туляков, Раис Гуссамович (1959 — 2007) — башкирский поэт.
- Утябаев, Ахмар Гумерович (р. 1960) — башкирский писатель, журналист. Заслуженный работник культуры Республики Башкортостан (2014).
- Утябаев, Мухлис Суфьянович (1888 — 1970) — мусульманский религиозный деятель. Участник Первой мировой войны. Деятель Башкирского национального движения.